# Pasodoble Islas Canarias
«Pasodoble Islas Canarias», o simplemente conocido como «Pasodoble» en las propias islas. Es una pieza musical compuesta por el músico catalán Josep María Tarridas. El canto ha servido como himno oficioso de las Islas Canarias en todo tipo de actos desde el momento de su composición. Su composición se data en 1935.A través del estudio fonográfico Odeón.
Existen muchas versiones de la pista. Agrupaciones y artistas como Hermanas Gómez, Orquesta Plantación, Elfidio Alonso y Los Sabandeños. Siendo esta última la más popular y comercializada.

## Composición y contexto
La letra original se debe al poeta valenciano Joan Picot, si bien posteriormente el grupo musical Los Sabandeños le incorporó otra letra.  En 2003 se implantó como himno oficial de Canarias una variación del Arrorró.  Con todo, el citado pasodoble sigue gozando de la mayor popularidad, sobre todo por los isleños en exilio, cerrando las fiestas y actos que se celebran en las "Casas de Canarias" de diversas partes del mundo.
Curiosamente, el maestro Tarridas compuso este pasodoble sin haber pisado nunca las islas.

## Representación y letra
La lírica de la composición musical se caracteriza por su carácter descriptivo. A lo largo de la pieza, el archipiélago es descrito como un vergel, esto se le atribuye debido a las frondosas cumbres de islas tales como la Palma, Gomera o Tenerife, entre otras. Otras descripciones también aluden a la orografía de la islas en contraste de la altura de las cumbres que a la vez están cercas del mar. Otras aluden a la descripción de la propia sociedad canaria como raza y cultura típicas del archipiélago.

«Siete estrellas brillan en el mar, Benahoare, Hero y Tamarán, Tytherogakaet, Achinech, Maxorata y Gomera también.

-El nombre original de las islas en guanche